# Live & Murderous in Chicago
Papa Roach: Live & Murderous In Chicago è il primo DVD musicale realizzato della band dei Papa Roach e registrato il 1º maggio 2005 presso il "Vic Theater" a Chicago, Illinois, USA.
Il DVD è stato prodotto da Devin DeHaven, il fotografo della band, tramite la FortressDVD e la Geffen.

## Tracce
1. Introduction
2. Dead Cell
3. Not Listening
4. She Loves Me Not
5. M-80 (Explosive Energy Movement)
6. Getting Away With Murder
7. Be Free
8. Life is a Bullet
9. Blood (Empty Promises)
10. Done With You
11. Harder Than a Coffin Nail
12. Blood Brothers
13. Born With Nothing, Die With Everything
14. Infest live remix
15. Take Me
16. Scars
17. Broken Home
18. Cocaine
19. Last Resort
20. Between Angels and Insects
21. End Credits

## Contenuti speciali
- Gallery
- Hidden Easter Egg
- Video:

1. Last Resort
2. Broken Home
3. Between Angels & Insects
4. She Loves Me Not
5. Time & Time Again
6. Getting Away With Murder
7. Scars